# Cañón de La Llorona
Cañón de La Llorona es un cañón de Colombia que ha excavado el río Sucio durante su recorrido por los municipios de Dabeiba y Mutatá en Antioquia. 
Desde 2017 se conoce como parque natural y Ambiental Cañón de la Llorona.
Localizado a 320 km de Medellín.

## Historia
Fue escenario de guerra durante el Conflicto armado interno de Colombia, por la presencia de las guerrillas de las FARC-EP, el ELN, los paramilitares de las AUC y el Clan del Golfo y la Fuerza Pública, que se enfrentaron como en la Batalla de Dabeiba, realizaron ataques, 'pescas milagrosas' o secuestros colectivos y emboscadas. También se han presentado protestas en la región, por cultivadores de coca.
Por el cañón pasa la carretera que conecta a Medellín con el Urabá.
La carretera, en el sector del Cañón, era una de las más peligrosas de Colombia debido a que era muy estrecha, a la complejidad geológica del área y a los constantes derrumbes, lo que provocó una innumerable cantidad de accidentes mortales. Entre los años 1993 y 1995 se construyó el túnel La Llorona (435 m), con el cual se eliminó el paso por la sección más peligrosa de la carretera.
Fue reconocido como zona de importancia ambiental en 2017, por la Asamblea Departamental de Antioquia.
Está proyectada la construcción de la Autopista al Mar 2, entre 2020 y 2021.